# Дон-1200
Дон-1200 — советский зерноуборочный комбайн, выпускавшийся с 1986 года комбайновым заводом Ростсельмаш. Разрабатывался как замена «Ниве», но долгое время производился с ней параллельно.
По конструкции схож с комбайном Дон-1500, отличается от него в основном меньшей производительностью, а также конструкцией жатки, ходовой частью, силовой передачей. Модификация Дон-1200К (наличием гидравлической системы выравнивания, уменьшенной до 4,5 м³ вместимостью бункера) может использоваться в горных районах с уклоном рельефа менее 20°. Имелись модификации Дон-1200Б, Дон-1200А и Дон-1200Н (для нечернозёмной зоны). На базе Дон-1200 создан клещевиноуборочный комбайн ККС-8. В 2004 году комбайн был снят с производства.
Важные технические характеристики Дон-1200:
- двигатель — СМД-23 или СМД-24 (поздние версии были с двигателем ЯМЗ-236ДК мощностью 185 л.с.)
- привод ходовой части механический (вариатор) или гидравлический
- ширина молотилки — 1200 мм
- число клавиш — 4
- ширина захвата — 5, 6, 7 и 8,6 м
- пропускная способность — 6,5 кг/с
- вместимость бункера — 6 м³
  - у крутосклонной модификации — 4,5 м³
- вместимость копнителя — 12 м³
- колёсная база — 4200 мм
- дорожный просвет — 370 мм
- масса — 12500 кг